# Пушкарёв, Лев Никитович
Лев Ники́тович (Никитич) Пушкарёв (12 мая 1918 года, с. Лобаново, Ефремовский уезд, Тульская губерния — 18 ноября 2019 года, Москва) — советский и российский историк, специалист по истории русской культуры, общественно-политической мысли, этнографии, фольклористики, источниковедения и археографии. Доктор исторических наук, ведущий научный сотрудник-консультант ИРИ РАН.

## Биография
Участник Великой Отечественной войны. Награждён медалью «За отвагу».
В 1948 году защитил кандидатскую диссертацию «Повесть о Еруслане Лазаревиче: исследования и тексты» (в двух томах), в 1969 оду — докторскую диссертацию «Типологическая классификация русских письменных источников по отечественной истории».
Супруга — историк И. М. Пушкарёва (род. 1927), дочь — историк Н. Л. Пушкарёва (род. 1959).

## Основные работы
Книги
- Жуков Д. А., Пушкарёв Л. Н. Русские писатели XVII века. — М.: Молодая гвардия, 1972. — 336 с. — (Жизнь замечательных людей). — 65 000 экз.
- Классификация русских письменных источников по отечественной истории / Отв. ред. акад. Л. В. Черепнин; Институт истории СССР АН СССР. — М.: Наука, 1975. — 282 с. — 2250 экз.
- Шестьсот лет Куликовской битве (1380—1980). — М.: Знание, 1980. — 45 с.
- Сказка о Еруслане Лазаревиче. — М.: Наука, 1980. — 184 с. — (Литературоведение и языкознание). — 95 000 экз.
- Общественно-политическая мысль России. Вторая половина XVII века: Очерки истории / Отв. ред. А. И. Клибанов. — М.: Наука, 1982. — 288 с. — 6900 экз.
- Юрий Крижанич: Очерк жизни и творчества / Отв. ред. В. И. Буганов. — М.: Наука, 1984. — 216 с. — 8200 экз.
- Духовный мир русского крестьянина по пословицам XVII—XVIII веков / Отв. ред. А. Н. Сахаров; Институт российской истории РАН. — М.: Наука, 1994. — 192 с. — 1250 экз. — ISBN 5-02-009755-1.
- По дорогам войны: Воспоминания фольклориста-фронтовика. — М.: ИРИ РАН, 1995.
- Человек о мире и о самом себе: Источники об умонастроении русского общества рубежа XVII—XVIII вв. — М.: Биоинформсервис, 2000. — 264 с.

Статьи
- Неизвестная работа И. Г. Прыжова о декабристах в Сибири // Литературное наследство. — М.: АН СССР, 1956, т. 60, кн. 1. — С. 631—639;
- Академия наук и русская культура XVIII в. // Вопросы истории.1974. № 5;
- Понятие исторического источника в некоторых работах советских философов // Источниковедение отечественной истории: сборник статей. — М.: АН СССР, Ин-т истории СССР, 1976. — С. 75—86;
- Подвиг декабристок в освещении поэта и историка (Н. А. Некрасов и И. Г. Прыжов) / Л. Н. Пушкарев // Декабристы и Сибирь / Академия наук СССР. Сибирское отд-е. Ин-т Истории, филологии и философии; [редкол.: О. Н. Вилков, Н. Ж. Жугдурова, И. И. Кириллов и др.] . — Новосибирск: Наука, 1977.- с. 222—230;
- К вопросу об отражении Куликовской битвы в русском фольклоре // Куликовская битва: Сб. статей / Отв. ред. Л. Г. Бескровный; АН СССР, Ин-т истории СССР. — М.: Наука, 1980. — С. 265—274.
- Культурные связи России и Украины во второй половине XVII века //[Вопросы истории. 2000. № 7.
- Победный 1945 год во фронтовом фольклоре / Российская история. 2010. № 3. С. 53-57.
- Пушкарёв Л. Н., Пушкарёва Н. Л. Жидовствующие // Кругосвет.